# José Mir y Llusá
José Mir y Llusá, también como Lusa, en catalán: Josep Mir i Llussà, (Solsona, 1701/1704-Madrid, 1764) fue un compositor y maestro de capilla español.

## Vida
Era natural de Solsona, en la provincia de Lérida (Cataluña). Soriano Fuertes lo hace discípulo de Pons en la Catedral de Valencia, hecho que Barbieri pone en duda.
En 1734 escribió al cabildo de la Catedral de Ávila solicitando el magisterio. El hecho indica que en ese momento se encontraba en Madrid, origen de la carta, y que se denominaba a sí mismo «maestro de capilla». Consiguió el primer puesto, pero se decidió por partir a la Catedral de Segovia, donde entretanto había conseguido el mismo cargo. Fue maestro de capilla en Segovia hasta 1741, cuando le sucedió Juan Manuel Gaitán y Arteaga en el cargo. De Segovia pasó a Valladolid, donde también ocupó el magisterio de la Catedral desde el 7 de marzo de 1741 al 20 de diciembre de 1751. El cargo había aquedado vacante tras el fallecimiento de Andrés Algarabel y el rechazo del ofrecimiento del cabildo vallisoletano del maestro Juan Francés de Iribarren, que decidió permanecer en la Catedral de Málaga.
En 1752 llegó al Real Monasterio de la Encarnación de Madrid. El cargo parece que había quedado vacante tras la partida de Juan Bautista Bruguera, aunque se desconoce la fecha exacta de la partida. Durante su estancia en La Encarnación firmó la aprobación de la Llave de modulación del maestro Antonio Soler, fechada el 15 de diciembre de 1761. Permanecería en el cargo hasta su fallecimiento en 1764.

## Obra
Sus obras se conservan en copias en el Real Monasterio de la Encarnación y en archivos americanos. Poco se sabe sobre su vida, pero sus obras fueron tocadas frecuentemente en palacios privados junto con las de Manuel Pla.
Sus obras corales conservadas incluyen:
- Misa a 8 en re mayor
- Stabat Mater en sol menor
- Quomodo obscuratum est
- Lauda Jerusalem (salmo en la menor)[11]